# نقابة الفساد
نقابة الفساد هي سلسلة مانغا يابانية من تأليف ورسم تايشي كاوازوي، تصدر على مجلة غانغان شونن الشهرية منذ يونيو 2017 وتم جمعها في 10 تانكوبون وحولت لمسلسل أنمي من إنتاج شركة تي أن كاي  صدر في أكتوبر 2022.